# 龍塞斯瓦列斯山口戰役 (778年)
龙塞斯瓦列斯山口戰役（西班牙語：Batalla de Roncesvalles）是一場发生于778年的戰役，身兼布列塔尼邊疆區的長官，與查理曼殿後軍隊的指揮官的羅蘭，在此戰役中被巴斯克人擊敗。
此战發生於龙塞斯瓦列斯附近的龙塞斯瓦列斯山口，这是一個位於庇里牛斯深山的高山山口，位于今日西班牙北部，靠近法国边境。
經過數年後，這場戰役被口說傳說浪漫化為一場基督徒與穆斯林之間的衝突，然而事實上戰役的雙方皆為基督徒。 這個傳說在11世紀被重寫成《羅蘭之歌》，這是現存最古老的法语文学重要作品，另外被寫進《瘋狂奧蘭多》——最有名的一部義大利文學作品之一。

## 背景
隨著加洛林王朝的崛起與矮子丕平在亞奎丹的戰爭，韦法尔領導的亞奎丹公國被擊敗，並且在查理曼的計劃之下，法蘭克人有組織的滲透進亞奎丹公國。亞奎丹軍隊的其中一支重要來源，來自瓦斯科尼亚公国的巴斯克人（瓦斯孔人），在766年與769年向丕平臣服，但加龍河南方的領土維持大部份沒有被入侵，並且自主管理的狀態——由盧波公爵把守著。然而，在778年查理曼透過指派他信任的法蘭克人、勃艮第人及教會人員前往關鍵地區，並且（重新）建立伯國（例如在加龍河的左岸的費藏薩克、波爾多及土魯斯等伯國）的方式，來擴張法蘭克人佔領的亞奎丹到達今日的加斯科涅。查理曼的殖民讓巴斯克人非常的不滿。

### 過程
阿拔斯在巴塞罗那與赫羅納的代理瓦利蘇萊曼·阿拉比，派遣一支代表團找在帕德博恩的查理曼，提出他歸順的請求，帶著薩拉戈薩的侯赛因及與韦斯卡的阿布·索尔的一同加入來換取軍事的援助。 他們的原先主人已被認為是伊比利半島上倭馬亞的科尔多瓦埃米尔阿卜杜拉赫曼一世。這三位統治者還傳達了巴格達的哈里發穆罕默德·馬赫迪在準備一支軍隊入侵阿卜杜拉赫曼的消息。
查理曼看見了一個可以拓展基督教世界及他自身權力的機會，並且相信薩克森已是個被完全征服的地區，於是同意前往西班牙。蘇萊曼·阿拉比似乎推薦由自己入侵安達盧斯，他承諾他將輕易的說服以薩拉戈薩為首府的上部邊疆區投降。 查理曼無法拿定主意，直到冬季來臨，最後他決定在隔年發起進入伊比利半島的遠征。
隨著這個同盟在帕德博恩的締結， 在778年，查理曼的軍隊跨越了庇里牛斯山，「站在他所招集的軍隊的最前方」。 查理曼帶領來自紐斯特里亞的軍隊穿越加斯科涅進入庇里牛斯山西部，同時奥斯特拉西亚人、伦巴第人與勃艮第人經過加泰隆尼亞跨越庇里牛斯山東部。他的軍隊在巴塞隆納與赫羅納受到蘇萊曼·阿拉比的歡迎。在抵達萨拉戈萨時，蘇萊曼·阿拉比的軍隊加入了查理曼的軍隊。
科尔多瓦的阿卜杜拉赫曼派出他最信任的將軍，塔拉巴·伊本·奧貝德（Thalaba Ibn Obeid），來監控可能會叛變的城市，來防範法蘭克人的入侵。侯赛因與伊本·奧貝德展開數次的攻防戰，最後是侯赛因成功擊敗伊本·奧貝德，並且將他監禁。
在屬於自己的領土獲得增強後，侯赛因變得不情願將新支配的土地交出給法蘭克君主，而且拒絕為查理曼招降城市，他聲稱他從未承諾向查理曼效忠。似乎是為了要安撫查理曼，他將他囚禁的伊本·奧貝德將軍與大量的貢金交給查理曼，但查理曼沒有這麼容易就滿足，他將蘇萊曼·阿拉比銬上枷鎖。
同一時間，巴格達哈里發派遣的軍隊似乎在巴塞罗那附近停止前進。 在經過一個月的圍攻薩拉戈薩後，查理曼決定返回他的王國。

### 撤軍
在法蘭克軍隊向潘普洛納撤退時，他們遭遇到蘇萊曼·阿拉比親戚領導的埋伏軍隊。蘇萊曼·阿拉比被釋放且帶回薩拉戈薩，在那裡雙方都在共謀要如何抵擋阿卜杜拉赫曼的新一波攻擊。蘇萊曼·阿拉比最後將被安薩里（al Ansari）謀殺。
查理曼還遭到一波在納瓦拉中心地帶的巴斯克人的攻擊。在受阻於潘普洛納時，查理曼下令摧毀這座戰略城市的城牆，可能是因為擔心這座城的城牆會被巴斯克人用在未來的叛亂。一些主要的文獻提到他摧毀整座城市。  之後，查理曼向庇里牛斯山行軍而回到家園。在山中時，軍隊的殿後部隊遭到攻擊了。

## 戰役爆發
此戰役本身發生於778年8月15日傍晚，造成法蘭克軍隊大量的損失，包含數位最重要的貴族成員，以及輜重的被掠奪，可能其中有所有穆斯林在薩拉戈薩進貢的黃金。攻擊方在成功後，乘著夜晚的優勢逃跑了。
有些部分的文獻是矛盾的，而第二版的《王家年代記》寫到：

在決定要回歸後，（查理曼）進入了庇里牛斯山的山區，瓦斯孔人在峰頂的地方設下埋伏。他們攻擊了殿後部隊，造成混亂的情緒傳遍了整個軍隊。並且，不論是在裝備或士氣都優於瓦斯孔人的法蘭克人，受到崎嶇的地形，以及不同型態的作戰方式的影響，而普遍變得更弱了。在這場戰役中，國王派出指揮部隊的聖騎士大多數被殺了。輜重被奪走了，並且敵軍得利於對地形的熟悉，突然間他們便消失了。折損兵將的光景，使得國王心中產生的陰影，掩蓋了在西班牙建立的功勳。

### 巴斯克的軍隊
巴斯克的游擊部隊並不是很知名。笔名为“萨克森之诗”的匿名历史学家講到巴斯克人的戰矛，與庇里牛斯山、巴斯克地區的傳統相符合，並將廣泛出現在很久以後的阿尔莫加瓦部队中。一個典型的山岳戰士會持有兩把短矛，以及一把刀或短劍作為他的主要武器，並且通常會穿戴盔甲。
贝阿恩人作家皮埃尔·德·马尔卡，提出攻擊者是來自下納瓦拉、苏勒及巴斯坦當地的“小族群”，他們的主要動機是掠奪資源。然而他也提到加斯科涅公爵盧波可能是他們的指揮官。 這個論點也被朗格多克的通史作家支持，即加斯科涅公爵是这次袭击的领导者，理由是他和瓦斯孔人反对加洛林王朝在法蘭克-亞奎丹戰爭（760年–769年）之後向瓦斯科尼亚擴張。

### 戰役的地點

西班牙行省的羅馬道路地圖。龙塞斯瓦列斯山口位于阿斯托加-波尔多通道上，该通道从莱吉奥内斯兵营（Castra Legiones，今莱昂）开始到贝内阿尔努姆（Benearnum，今莱斯卡尔），并途经布尔迪加拉（Burdigala，今波尔多）

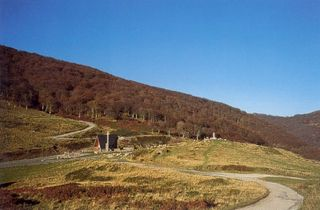
龙塞斯瓦列斯山口

比利牛斯山脉是欧洲西南部的一条山脉，构成了法国和西班牙之间的天然边界，从比斯開灣的伊格爾角延伸到地中海的克雷烏斯角，长约490公里。该山脉还将伊比利亚半岛与西欧的其他地区分开。山口的北部以外是法国的大部分边疆和荒野。这些描述提出了战斗可能发生的各种地方，从納瓦拉和阿拉贡至最远加泰罗尼亚。
主流观点认为，战斗发生在离龙塞斯瓦列斯山口本身不远的地方，因为它不仅在最容易的路线之一，而且是传统的路线。事实上，阿斯托加-波尔多通道从莱吉奥内斯兵营（Castra Legiones，今莱昂）出发，前往贝内阿尔努姆（Benearnum，今莱斯卡尔），穿过比利牛斯山脉，途经龙塞斯瓦列斯山口。然而，传统的罗马道路所遵循的路线与现代的不同，没有穿过龙塞斯瓦列斯山口（传统的位置），而是向东穿过莱奥波埃德尔山口和本塔尔特山口——在阿斯托维斯卡尔山旁边，离乌尔库卢山不远，被认定为古罗马资料中的“比利牛斯峰”（Summum Pyreneum）。

## 結果
最終法蘭克人無法攻佔薩拉戈薩，並在巴斯克人的手中遭遇到重大的失敗。他們只能在數十年後，當巴塞罗那完全佔領時，建立西班牙邊疆區。薩拉戈薩維持是一個重要的穆斯林城市，成為上部邊疆區的首府，之後在變成一個獨立的埃米爾國，直到11世紀。
毫無防備的潘普洛納，隨後便被穆斯林佔領，並由他們統治了一段時日，直到在798年–801年，一支叛軍將他們給驅逐，並且幫助鞏固了卡西家族的領土，而最終在842年建立了獨立的潘普洛納王國。

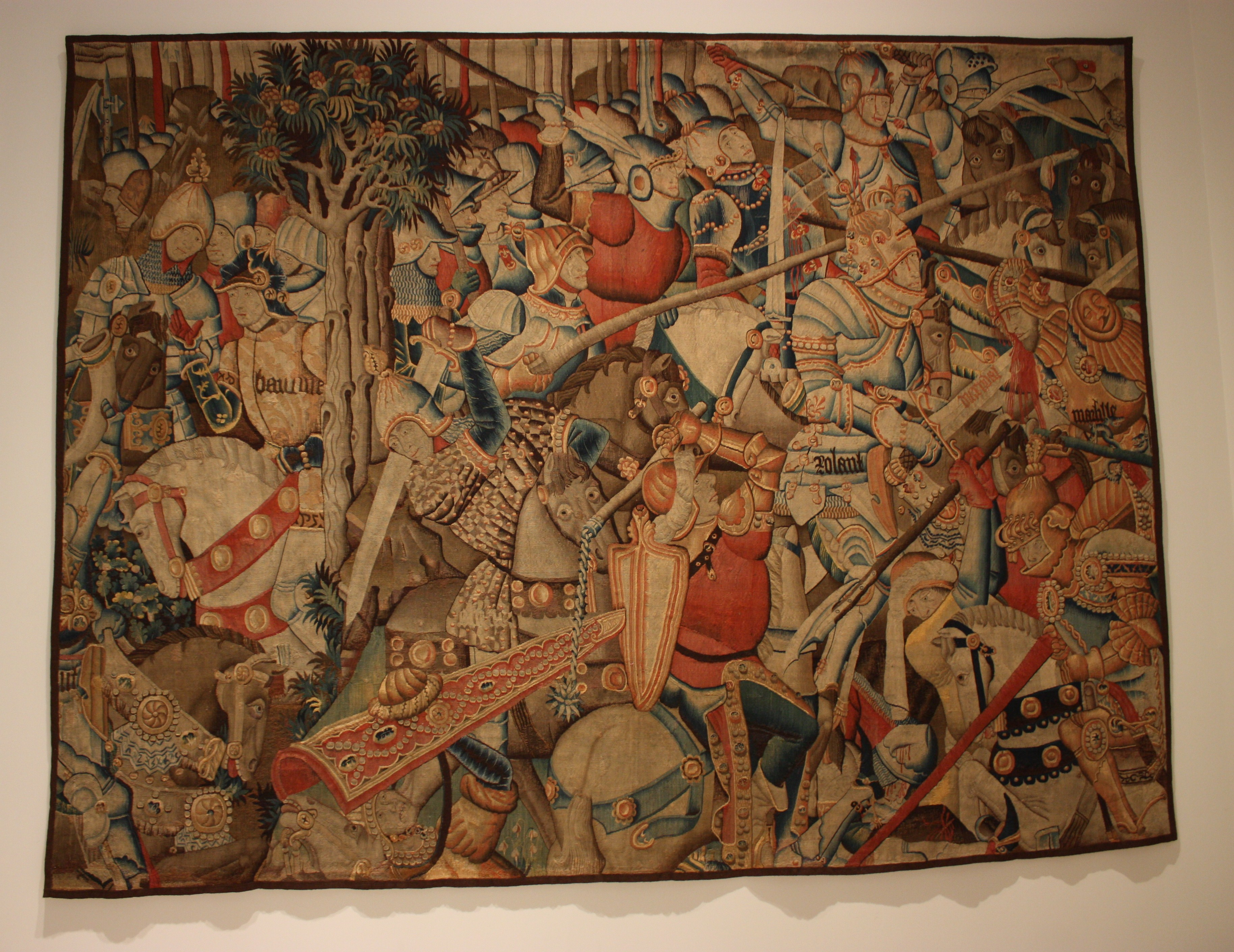
图尔奈的一份龙塞斯瓦列斯戰役的編織壁毯，約1475年–1500年（维多利亚和阿尔伯特博物馆）

## 傳說
經過數年後，這場戰役被口說傳說浪漫化為一場基督徒與穆斯林之間的衝突，然而事實上戰役的雙方皆為基督徒。在傳說中，巴斯克人被改寫成一支400,000人的撒拉森人（查理曼的確有在伊比利半島與撒拉森人戰鬥，但不是在庇里牛斯山）。《羅蘭之歌》，即是在紀念此次戰役，是由11世紀的佚名詩人所作。這是現存最早的武功歌，也是用奥依语（將成為後來的法語）完成的中世紀法國史詩。在龙塞斯瓦列斯山口附近有一個墓碑，紀念的是傳說所說的羅蘭葬身之處。其他傳說也有提到，羅蘭是由一個兒童所殺，而這個兒童將成為後來的第一個納瓦拉國王：伊尼戈·阿里斯塔。
還有另一個關於贝尔纳多·德尔卡皮奥的中世紀伊比利亞傳說，贝尔纳多·德尔卡皮奥是中世紀的萊昂人英雄，一些故事提到他是在龙塞斯瓦列斯征服羅蘭之人。

## 812年的遠征與第二次龙塞斯瓦列斯戰役
在812年，相同的山口有第二次的埋伏，結果是長期的僵持，因為這次的法蘭克人有鑑於778年的慘敗而更加倍的提防，具體做法是他們抓了巴斯克女性及兒童當作人質。
到了824年，可能就是更重要的第二次龙塞斯瓦列斯戰役的爆發年，法蘭克的附庸伯爵艾布卢斯與阿斯纳尔，被伊尼戈·阿里斯塔的潘普洛納及卡西家族援軍給俘虜了，使得兩個巴斯克國家得以獨立建國。

## 比較歷史的價值
在龙塞斯瓦列斯戰役的例子中，歷史學家們擁有當代相对可靠的文獻對該事件的描述，以及數世紀後的口說傳說對相同事件的描述，這兩方面的說法來源，數世紀後的口說傳說將事件的史詩比例放大，而且幾乎完全改寫不可辨認原貌。
對此事件的紀錄比較，並且追溯一起現實的歷史事件是如何轉變成传说的，這樣的能力對於研究其他只有依據現存口說傳說而形成事件，是有幫助的，並且歷史學家們需要依靠這些口說傳說來試圖重建原來歷史的事實原貌，並且將他們與後世的神話分離（例如荷馬對於特洛伊戰爭的描述）。

## 外部連結
- Earliest manuscript of the Chanson de Roland （页面存档备份，存于）, readable online images of the complete original, Bodleian Library MS. Digby 23 (Pt 2), La Chanson de Roland, Anglo-Norman, 12th century, ?2nd quarter.
- The Song of Roland, trans. John O'Hagan （页面存档备份，存于）
- "Battle of Roncesvalles" by Thomas Bulfinch (1796–1867), from Legends of Charlemagne （页面存档备份，存于）
- Romances de Bernardo del Carpio （西班牙文）
- Roncesvalles carolingio y jacobeo （页面存档备份，存于） （西班牙文）

42°59′22″N 1°20′02″W / 42.98944°N 1.33389°W